# 曾梧
曾梧（1484年—？），字于陽，江西建昌府廣昌縣人，官籍，明朝政治人物。

## 生平
江西鄉試第六十四名舉人。正德十六年（1521年）中式辛巳科會試第一百五十二名，登第三甲第一百四十四名進士。官常德府知府。

## 家族
曾祖曾汝勵，曾任義官；祖父曾慶；父曾祐，母高氏。慈侍下。兄曾椿（贡士）、曾桂、曾模、曾樞（训导）、曾楠（监生）、曾相、曾植、弟曾彬。